# ماتئو کاوایا (بازیکن فوتبال، زاده ۱۹۸۵)
ماتئو کاوایا (انگلیسی: Matteo Cavagna؛ زادهٔ ۲۲ سپتامبر ۱۹۸۵) بازیکن فوتبال اهل ایتالیا است.
از باشگاه‌هایی که در آن بازی کرده‌است می‌توان به باشگاه فوتبال یوونتوس اشاره کرد.